# Parade (álbum de Prince)
Parade es el octavo álbum del artista estadounidense Prince, publicado en 1986. y el cuarto y último álbum que presenta a The Revolution como su banda de apoyo. También es el álbum de la banda sonora de la película de 1986 Under the Cherry Moon, dirigida y protagonizada por el mismo Prince. Fue lanzado el 31 de marzo de 1986 por Paisley Park Records y Warner Bros. Records.

## Generalidades
Parade fue el siguiente álbum de Prince después de Around the World in a Day (1985), mostrando a un Prince más experimental, diversificando la música, añadiendo orquestación y marcando una nueva imagen suya: la ropa desordenada, pelo enrulado, salvaje y los colores púrpura que definieron su look desde 1981 con Controversy hasta 1985 (Around the World in a Day), fueron dejados de lado por pelo corto y chaquetas.
A excepción del sencillo "Kiss", que alcanzó los primeros puestos en las listas de éxitos, el álbum en su totalidad no fue bien recibido en los Estados Unidos. En cambio, Europa "adoptó" este material y, por primera vez en la carrera de Prince, las ventas en ese continente eclipsaron a las ventas norteamericanas. Este fue el último álbum de Prince con la banda The Revolution.

## Música y letras
Parade evita los elementos de guitarra y rock del álbum de Prince de 1984, Purple Rain, a favor del estilo neo-psicodélico que exploró en Around the World in a Day (1985), funk de producción austera y composiciones de bandas sonoras. Según Keith Harris de la revista Blender, Parade "hace una cabalgata pop con las mismas afectaciones psicodélicas" de Around the World in a Day. Robert Christgau de The Village Voice lo vio como una "fusión moderna de la fundación de Fresh y las filigranas del sargento Pepper", con canciones que describió como creaciones pop barrocas. Según el editor de PopMatters, Quentin B. Huff, "Parade no suena como ninguna otra cosa en el canon de Prince. El álbum es una mezcla de jazz, soul y cierto trasfondo francés, probablemente absorbido por la película ambientada en Francia".
Parade está compuesto por dos canciones: "Christopher Tracy's Parade" y "Sometimes It Snows in April", que hacen referencia a Christopher Tracy, el protagonista de Under the Cherry Moon. La última canción es una balada acústica con coros cromáticos y letras sentimentales que se despiden de Tracy. Christgau escribió que la letra del álbum sugiere que Prince canta como Tracy, aunque no puede estar seguro. Parade también presenta algunas letras en francés y arreglos de chanson, que se refieren al escenario francés de la película.

## Lista de canciones

### Lado A
1. "Christopher Tracy's Parade"
2. "New Position"
3. "I Wonder U"
4. "Under the Cherry Moon"
5. "Girls & Boys"
6. "Life Can Be So Nice"
7. "Venus de Milo"

### Lado B
1. "Mountains"
2. "Do U Lie?"
3. "Kiss"
4. "Anotherloverholenyohead"
5. "Sometimes It Snows in April"